# Кіт Девід
Кіт Девід (англ. Keith David; 4 червня 1956) — американський актор.

## Біографія
Кіт Девід Вільямс народився 4 червня 1956 року у Гарлемі, Нью-Йорк, виріс у Квінсі. Мати, Долорес Діккенсон, працювала менеджером в компанії «New York Telephone», батько, Лестер Вільямс, був бухгалтером. Стати актором вирішив після участі у шкільній постановці «Чарівник з країни Оз» де виконав роль боягузливого Лева. Пізніше вступив у середню школу виконавських мистецтв в Нью-Йорку і продовжив навчання в Джульярдській школі. У 1979 році закінчив освіту з дипломом бакалавра.

## Кар'єра
У 1980-81 роках Девіда взяв у свою трупу Джон Гаусман і він брав участь у виставах по всій країні організованих «The Acting Company» у театральних постановках шекспірівського «Сну в літню ніч» і п'єси Семюеля Беккета «Чекаючи на Годо».
У 1982 році до Девіда прийшла перша популярність за роль Чайлдса у фільмі Джона Карпентера «Щось». Потім були роботи в таких картинах як «Взвод» Олівера Стоуна, «Вони живуть» Джона Карпентера, «Будинок біля дороги», «Реквієм за мрією» Даррена Аронофскі та інші. Грав у таких серіалах як: «CSI: Місце злочину» (2003), «Ясновидець» (2008), «Гаваї 5.0» (2010) та інших.

## Особисте життя
Кіт Девід має трьох дітей: доньок Рубі і Маелі від нинішньої дружини Діон Лі Вільямс і сина Оуена від попереднього шлюбу з Маргіт Едвардс Вільямс.

## Фільмографія

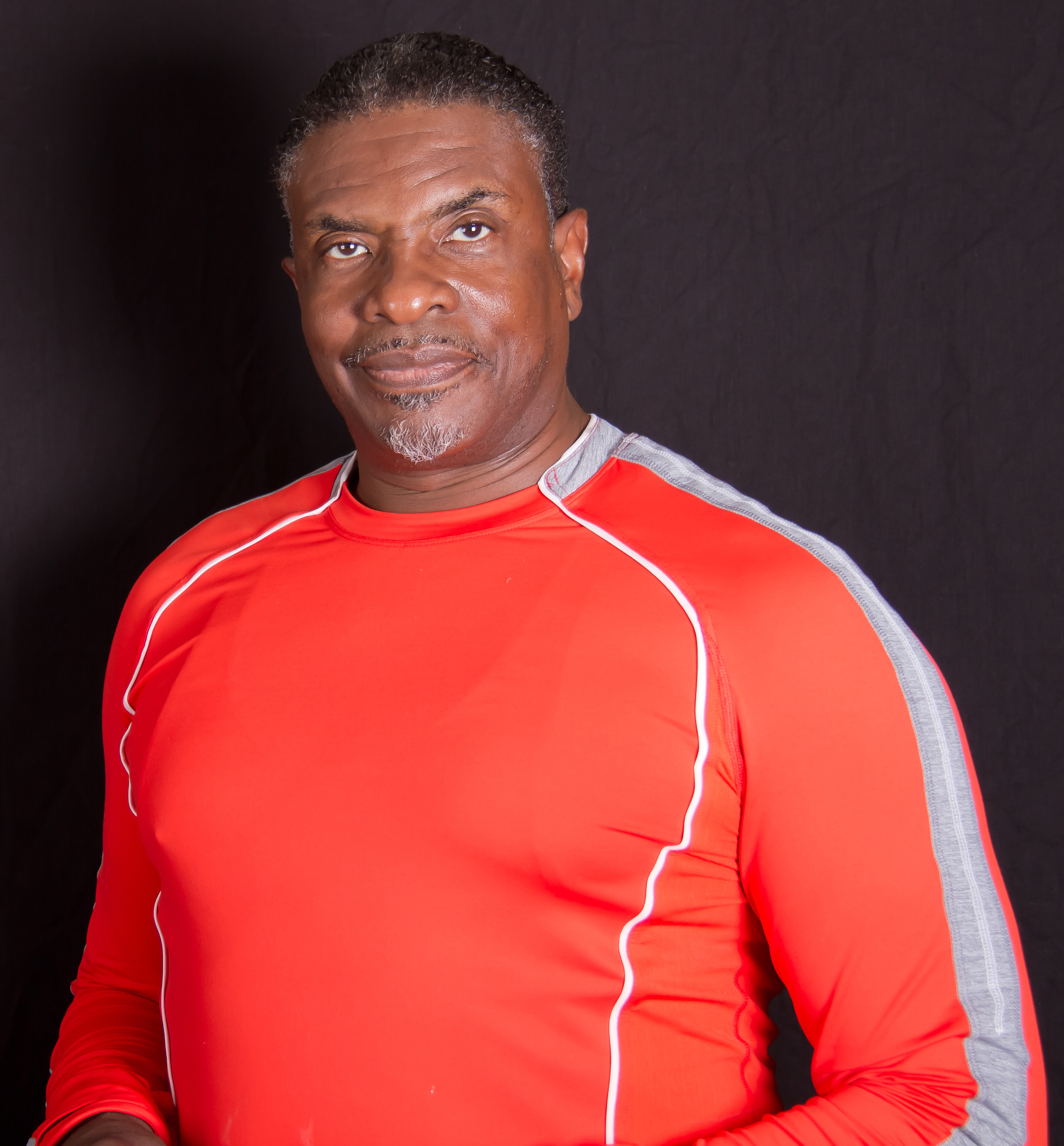
Кіт Девід у 2010 році

### Фільми
| Рік  |     | Українська назва                 | Оригінальна назва                       | Роль                             |
| ---- | --- | -------------------------------- | --------------------------------------- | -------------------------------- |
| 1979 | ф   | Хрещений батько в стилі диско    | Disco Godfather                         | власник клубу                    |
| 1982 | ф   | Щось                             | The Thing                               | Чайлдс                           |
| 1986 | ф   | Взвод                            | Platoon                                 | Кінг                             |
| 1986 | ф   | Гульвіси                         | The Whoopee Boys                        | торговець на площі               |
| 1987 | ф   | По гарячих слідах                | Hot Pursuit                             | Альфонсо                         |
| 1988 | ф   | Зниклі безвісти 3                | Braddock: Missing in Action III         | капітан у воріт посольства       |
| 1988 | ф   | Беззаконня                       | Off Limits                              | Моріс                            |
| 1988 | ф   |                                  | Stars and Bars                          | Юджин Тігарден                   |
| 1988 | ф   | Птах                             | Bird                                    | Бастер Франклін                  |
| 1988 | ф   | Вони живуть                      | They Live                               | Френк                            |
| 1989 | ф   | Придорожній заклад               | Road House                              | Ерні Басс                        |
| 1989 | ф   | Завжди                           | Always                                  | Паверхауз                        |
| 1990 | ф   | Чоловіки за роботою              | Men at Work                             | Луї Феддерс                      |
| 1990 | ф   | Приречений на смерть             | Marked for Death                        | Макс                             |
| 1992 | ф   | Кінцевий аналіз                  | Final Analysis                          | Детектив Гаггінс                 |
| 1992 | ф   |                                  | Nails                                   | Ной Оуенс                        |
| 1992 | ф   |                                  | Article 99                              | Лютер Джером                     |
| 1994 | ф   | Реальність кусається             | Reality Bites                           | Роджер                           |
| 1994 | ф   | Ляльководи                       | The Puppet Masters                      | Алекс Холленд                    |
| 1995 | ф   |                                  | Clockers                                | Тренс «Гігант» Ешлі              |
| 1995 | ф   | Мертві президенти                | Dead Presidents                         | Кірбі                            |
| 1995 | ф   | Швидкий та мертвий               | The Quick and the Dead                  | сержант Кантрелл                 |
| 1995 | ф   | Зі зневірою в особі              | Blue in the Face                        | Джекі Робінзон                   |
| 1996 | ф   | Могила                           | The Grave                               | Священик                         |
| 1996 | мф  | Горбань із Нотр-Дама             | The Hunchback of Notre Dame             | солдати Фролло (голос)           |
| 1996 | ф   | Око за око                       | Eye for an Eye                          | Мартін                           |
| 1997 | ф   | Вулкан                           | Volcano                                 | Ед Фокс                          |
| 1997 | мф  | Геркулес                         | Hercules                                | Аполлон (голос)                  |
| 1997 | ф   | Ціль номер один                  | Executive Target                        | Ламар                            |
| 1997 | тф  | Невловимий                       | Vanishing Point                         | Воррен Тафт                      |
| 1997 | тф  | Дон Кінг: Тільки в Америці       | Don King: Only in America               | Джабір Герберт Мухаммед          |
| 1998 | ф   | Армагеддон                       | Armageddon                              | генерал Кімсі                    |
| 1998 | ф   | Дещо про Мері                    | There's Something About Mary            | Чарлі Дженсен                    |
| 1999 | мф  | Принцеса Мононоке                | もののけ姫                              | Оккото (голос, англ. дубляж)     |
| 2000 | ф   | Чорна діра                       | Pitch Black                             | Абу (Імам) аль-Валід             |
| 2000 | ф   | Реквієм за мрією                 | Requiem for a Dream                     | Великий Тім                      |
| 2000 | ф   | Там, де серце                    | Where the Heart Is                      | Мозес Вайткоттен                 |
| 2000 | ф   | Дублери                          | The Replacements                        | Лінделл                          |
| 2001 | мф  | Остання фантазія: Духи всередині | Final Fantasy: The Spirits Within       | член ради №1 (голос)             |
| 2001 | ф   | Новокаїн                         | Novocaine                               | детектив Лант                    |
| 2002 | ф   | 29 пальм                         | 29 Palms                                | шериф                            |
| 2002 | ф   | Перукарня                        | Barbershop                              | Лестер Воллес                    |
| 2003 | мф  | Каєна: Пророцтво                 | Kaena: The Prophecy                     | Воксем (голос)                   |
| 2003 | ф   | Агент Коді Бенкс                 | Agent Cody Banks                        | директор ЦРУ                     |
| 2003 | ф   | Голлівудські копи                | Hollywood Homicide                      | капітан Леон                     |
| 2004 | ф   | Агент Коді Бенкс 2               | Agent Cody Banks 2: Destination London  | директор ЦРУ                     |
| 2004 | ф   | Хроніки Ріддіка                  | The Chronicles of Riddick               | Імам                             |
| 2004 | ф   | Зіткнення                        | Crash                                   | лейтенант Діксон                 |
| 2005 | ф   | Містер і місіс Сміт              | Mr. & Mrs. Smith                        | Батько                           |
| 2005 | ф   | Перевізник 2                     | Transporter 2                           | Степплтон                        |
| 2005 | тф  | Шлях знищення                    | Path of Destruction                     | Рой                              |
| 2005 | ф   |                                  | Dirty                                   | капітан Спейн                    |
| 2006 | ф   | Оргазм в Огайо                   | The Oh in Ohio                          | тренер Попович                   |
| 2007 | ф   | Останній вартовий                | The Last Sentinel                       | полковник Нортон/Гун Голос 2     |
| 2007 | ф   | Операція «Дельта-фарс»           | Delta Farce                             | сержант Кілгор                   |
| 2008 | ф   | Новий хлопець моєї мами          | My Mom's New Boyfriend                  | шеф ФБР Конрад                   |
| 2008 | ф   | Супергеройське кіно              | Superhero Movie                         | Карлін                           |
| 2009 | мф  | Кораліна                         | Coraline                                | кіт (голос)                      |
| 2009 | в   | Проти темряви                    | Against the Dark                        | лейтенант Вотерс                 |
| 2009 | ф   | Чарлі Валентайн                  | Charlie Valentine                       | Сел                              |
| 2009 | ф   | М'ясник                          | The Butcher                             | Ларрі Кобб                       |
| 2009 | мф  | Принцеса і Жаба                  | The Princess and the Frog               | доктор Фасіліер (голос)          |
| 2009 | ф   | Геймер                           | Gamer                                   | агент Кейт                       |
| 2009 | ф   | Все про Стіва                    | All About Steve                         | Корбітт                          |
| 2010 | ф   | Смерть на похоронах              | Death at a Funeral                      | преподобний Девіс                |
| 2010 | ф   | Пригоди на Багамах               | Beneath the Blue                        | Хоук                             |
| 2010 | ф   | Лист щастя                       | Chain Letter                            | детектив Джим Креншоу            |
| 2012 | ф   | Хмарний атлас                    | Cloud Atlas                             | Купака / Джо Нап'є / Ан-кор Апіс |
| 2012 | ф   |                                  | Smiley                                  | Даймонд                          |
| 2013 | ф   |                                  | Assault on Wall Street                  | Фредді                           |
| 2013 | мф  | Індики: Назад в майбутнє         | Free Birds                              | вождь Широкодзьобий (голос)      |
| 2016 | ф   | Круті чуваки                     | The Nice Guys                           | Едді Гарріс                      |
| 2019 | док |                                  | Horror Noire: A History of Black Horror | у ролі самого себе               |
| 2019 | ф   | Весільний рік                    | The Wedding Year                        | Престон                          |
| 2019 | док |                                  | In Search of Darkness                   | у ролі самого себе               |
| 2019 | ф   | 21 міст                          | 21 Bridges                              | заступник Спенсер                |
| 2020 | ф   | Лінія горизонту                  | Horizon Line                            | Вайман                           |
| 2020 | док |                                  | In Search of Darkness: Part II          | у ролі самого себе               |
| 2020 | ф   | Більшість чоловіків невдахи      | Most Guys Are Losers                    | Ел                               |
| 2021 | ф   | Сьомий день                      | The Seventh Day                         | батько Луїс                      |
| 2021 | ф   | Ворота                           | The Gateway                             | Террі                            |
| 2021 | ф   | Чорний як ніч                    | Black as Night                          | Бабіно                           |
| 2021 | ф   | Песики на варті                  | Pups Alone                              | бармен                           |
| 2022 | ф   | Ноу                              | Nope                                    | Отіс Гейвуд-старший              |
| 2022 | мф  | DC Ліга Супер-Улюбленців         | DC League of Super-Pets                 | Dog-El (голос)                   |
| 2023 | ф   | Американське чтиво               | American Fiction                        | Віллі Вонкер                     |
| 2024 | ф   |                                  | Shelby Oaks                             | Мортон                           |
|      | ф   |                                  | The Gettysburg Address                  | Фредерік Дуглас                  |

### Серіали
| Рік       |    | Українська назва                | Оригінальна назва                  | Роль                          |
| --------- | -- | ------------------------------- | ---------------------------------- | ----------------------------- |
| 1983—1985 | с  |                                 | Mister Rogers' Neighborhood        | Кейт                          |
| 1993      | с  | Хроніки молодого Індіани Джонса | The Young Indiana Jones Chronicles | Олівер                        |
| 1994—1995 | мс | Аладдін                         | Aladdin                            | Мінос / король Захбар         |
| 1994—1997 | мс | Гаргульї                        | Gargoyles                          | Голіаф                        |
| 1995      | мс | Фантастична четвірка            | Fantastic Four                     | Чорна пантера                 |
| 1996      | мс | Тімон і Пумба                   | Timon & Pumbaa                     | мітсер Піг                    |
| 1997—1999 | мс | Спаун                           | Spawn                              | Спаун                         |
| 2000      | с  | За межею можливого              | The Outer Limits                   | капітан Айра Мерит            |
| 2001      | с  | Закон і порядок                 | Law & Order                        | Джон Робертсон                |
| 2003      | с  | CSI: Місце злочину              | CSI: Crime Scene Investigation     | Метт Фелпс                    |
| 2003      | мс | Ліга Справедливості             | Justice League                     | Десперо                       |
| 2004      | мс | Підлітки-Титани                 | Teen Titans                        | Атлас                         |
| 2005      | с  | Анатомія Грей                   | Grey's Anatomy                     | Ллойд Макі                    |
| 2006—2007 | с  | Швидка допомога                 | ER                                 | Пастор Воткінс                |
| 2008      | мс | Неймовірна Людина-павук         | The Spectacular Spider-Man         | Тумстоун                      |
| 2008      | с  | Ясновидець                      | Psych                              | містер Гастер                 |
| 2009      | с  | 4исла                           | Numb3rs                            | Єремія Міллер                 |
| 2011      | с  |                                 | The Cape                           | Макс Маліні                   |
| 2011      | с  | Гаваї 5.0                       | Hawaii Five-0                      | Джиммі Кеннон                 |
| 2012—2015 | с  | Спільнота                       | Community                          | оповідач / Елрой Паташник     |
| 2012—2017 | мс | Час пригод                      | Adventure Time                     | Полум'яний Король / Бальтус   |
| 2013      | мс | Молода Ліга справедливості      | Young Justice                      | Монгул                        |
| 2013      | с  | Контакт                         | Touch                              | голландець                    |
| 2013      | с  | Якось в країні чудес            | Once Upon a Time in Wonderland     | Чеширський кіт                |
| 2014      | с  | Скорпіон                        | Scorpion                           | наглядач                      |
| 2015      | мс | Арчер                           | Archer                             | Лемюель Кейн                  |
| 2015      | с  | Містер Робот                    | Mr. Robot                          | Qwerty                        |
| 2015—2022 | мс | Рік та Морті                    | Rick and Morty                     | Президент Кертіс              |
| 2015      | с  | Екстант                         | Extant                             | Ніколас Кальдерон             |
| 2015—2016 | мс | Черепашки Ніндзя                | Teenage Mutant Ninja Turtles       | Сал Коммандер / Г'Трокка      |
| 2016      | с  | Підозрюваний                    | Person of Interest                 | Теренс Біл                    |
| 2016—2020 | с  |                                 | Greenleaf                          | Джеймс Грінліф                |
| 2017      | мс | Звичайне шоу                    | Regular Show                       | Стрімінг                      |
| 2017      | мс | Кінь БоДжек                     | BoJack Horseman                    | лев                           |
| 2017      | с  | Людина майбутнього              | Future Man                         | доктор Кроніш                 |
| 2017      | мс | Ми звичайні ведмеді             | We Bare Bears                      | батько Баррі                  |
| 2017—2020 | с  | Флеш                            | The Flash                          | Соловар                       |
| 2018—2021 | мс | Останній Рубіж                  | Final Space                        | Боло                          |
| 2018      | мс | Губка Боб Квадратні Штани       | SpongeBob SquarePants              | ошийник Геррі                 |
| 2018—2019 | мс | Стар проти сил зла              | Star vs. the Forces of Evil        | Глосарик                      |
| 2019      | с  | Труднощі асиміляції             | Fresh Off the Boat                 | Клайд Роуз                    |
| 2019—2021 | мс | Останні діти на Землі           | The Last Kids on Earth             | Тралл                         |
| 2020      | с  | Морська поліція: Новий Орлеан   | NCIS: New Orleans                  | Джин Холлоуей                 |
| 2020      | с  |                                 | MacGyver                           | агент Берк                    |
| 2020      | с  | Темніють                        | Black-ish                          | Луз Крейг                     |
| 2020—2022 | мс | Амфібія                         | Amphibia                           | Король Андріас                |
| 2021      | мс | Качині історії                  | DuckTales                          | Менні - безголова людина-кінь |
| 2021—2022 | с  | Старґерл                        | Stargirl                           | містер Бонс                   |